# 그라스만 다양체
대수기하학에서 그라스만 다양체(Graßmann多樣體, 영어: Grassmannian)는 어떤 선형 공간의 주어진 차원의 부분 선형 공간들을 분류하는 모듈라이 공간이다.
그라스만 다양체 Gr(k, V)는 n-차원 선형 공간 {\displaystyle V}의 모든 k-차원 부분 선형 공간들의 집합이 이루는 다양체다. 예를 들어,  Gr(1, V)는 {\displaystyle V}의 원점을 지나는 모든 직선들의 집합이다. 즉 {\displaystyle V}로부터 얻은 사영공간과 같다. 
{\displaystyle V}가 실수 또는 복소수 선형 공간인 경우 그라스마니안은 매끄러운 콤팩트 다양체이다. 일반적으로는 {\displaystyle k(n-k)} 차원 매끄러운 대수 다형체의 구조를 가지고 있다.
자명하지 않은 그라스마니안에 대한 최초의 작업은 {\displaystyle {\text{Gr}}(2,\mathbb {R} ^{4})}에 해당하는 사영 3-공간에서 사영 직선 집합을 연구하고 현재 플뤼커 좌표라고 하는 것으로 매개변수화한 율리우스 플뤼커에 의한 것이다. 헤르만 그라스만은 나중에 일반적으로 개념을 도입했다.
그라스마니안에 대한 표기법은 저자마다 다르다. 표기법에는 {\displaystyle {\text{Gr}}_{k}(V)}, {\displaystyle {\text{Gr}}(k,V)}, {\displaystyle {\text{Gr}}_{k}(n)} 또는 {\displaystyle {\text{Gr}}(k,n)} 포함되어 {\displaystyle n} 차원 선형 공간 {\displaystyle V}의 {\displaystyle k} 차원 부분 공간의 그라스마니안을 나타낸다.

## 도입
어떤 선형 공간의 부분 공간들의 모임에 위상 구조를 부여함으로써 부분 공간의 연속적인 선택 또는 부분 공간의 열린 또는 닫힌 모임에 대해 이야기할 수 있다. 미분 다양체의 구조를 제공함으로써 부분 공간의 매끄러운 선택에 대해 이야기할 수 있다.
자연적인 예는 유클리드 공간에 매장된 매끄러운 다양체의 접다발에서 나온다. {\displaystyle \mathbb {R} ^{n}}에 매장된 {\displaystyle k} 차원 다양체 {\displaystyle M}있다고 가정한다. {\displaystyle M}의 각 점 {\displaystyle x}에서 {\displaystyle M}에 대한 접공간은 {\displaystyle \mathbb {R} ^{n}}의 접공간의 부분 공간({\displaystyle \mathbb {R} ^{n}})으로 간주될 수 있다. {\displaystyle x}에 접공간을 할당하는 사상은 {\displaystyle M}에서 {\displaystyle {\text{Gr}}(k,n)}로 가는 사상을 정의한다. (이를 위해 각  {\displaystyle x\in M}에서 접공간을 변환하여 {\displaystyle x}가 아닌 원점을 통과하도록 해야 하며 따라서 {\displaystyle k} 차원 벡터 부분 공간을 정의한다. 이 아이디어는 3차원 공간의 곡면에 대한 가우스 사상과 아주 비슷하다.)
이 아이디어는 약간의 노력으로 다양체 {\displaystyle M} 위의 모든 선형 다발로 확장될 수 있으므로 모든 선형 다발은 {\displaystyle M} 에서 적절하게 일반화된 그라스마니안로 연속 사상을 생성한다. 이를 보여주기 위해서는 다양한 매장 정리가 입증되어야 한다. 그런 다음 선형 다발의 속성이 연속 사상으로 표시되는 해당 사상의 속성과 관련되어 있음을 확인한다. 특히 우리는 그라스마니안에 호모토피 사상을 유도하는 선형 다발이 동형임을 발견했다. 여기에서 호모토피의 정의는 연속성, 따라서 위상의 개념에 의존한다.

## 낮은 차원
{\displaystyle k=1}의 경우 그라스마니안 {\displaystyle {\text{Gr}}(1,n)}는 {\displaystyle n} 차원 공간에서 원점을 통과하는 선들의 공간이므로 {\displaystyle n-1} 차원의 사영 공간과 동일하다.
{\displaystyle k=2}인 경우 그라스마니안은 원점을 포함하는 모든 2차원 평면의 공간이다. 유클리드 3-공간에서 원점을 포함하는 평면은 해당 평면에 수직인 원점을 통과하는 유일한 선(및 그 반대)으로 완전히 특성화된다. 따라서 공간 {\displaystyle {\text{Gr}}(2,3)}, {\displaystyle {\text{Gr}}(1,3)}, 사영 평면 P2는 모두 같다.
사영 공간이 아닌 가장 단순한 그라스마니안은 {\displaystyle {\text{Gr}}(2,4)}이다.

## 정의

### 집합
{\displaystyle V}를 체 K 위의 {\displaystyle n} 차원 선형 공간이라고 하자. 그라스마니안 {\displaystyle {\text{Gr}}(k,V)}는 {\displaystyle V}의 모든 {\displaystyle k} 차원 선형 부분 공간들의 집합이다. 그라스마니안은 또한 {\displaystyle {\text{Gr}}(k,n)} 또는 {\displaystyle {\text{Gr}}_{k}(n)}로 표시된다.

### 미분가능 다양체
그라스마니안 {\displaystyle {\text{Gr}}_{k}(V)}에 미분 다양체의 구조를 부여하기 위해 {\displaystyle V}에 대한 기저를 선택하자. 이것은 열 벡터 {\displaystyle (e_{1},\dots ,e_{n})}과 같이 표시되는 표준 기저를 통해 {\displaystyle V=K^{n}}으로 식별하는 것과 동일하다. 그런 다음 {\displaystyle {\text{Gr}}_{k}(V)}의 원소로 볼 수 있는 임의의 {\displaystyle k} 차원 부분 공간 {\displaystyle w\subset V}에 대해 {\displaystyle k} 선형 독립 열 벡터들 {\displaystyle W_{1},\dots ,W_{k}}로 구성된 기저를 선택할 수 있다. 원소 {\displaystyle w\in {\text{Gr}}_{k}(V)}의 동차 좌표는 {\displaystyle W_{i}}, {\displaystyle i=1,\dots ,k}가 열벡터인 최대 랭크를 가진 {\displaystyle n\times k} 행렬 {\displaystyle W}의 성분들로 이뤄져 있다. 기저의 선택은 임의적이므로 두 개의 최대 랭크 행렬 {\displaystyle W}과 {\displaystyle {\tilde {W}}}는 성분이 K의 원소인 {\displaystyle k\times k} 가역 행렬들이 이루는 일반 선형 군의 어떤 원소 {\displaystyle g\in {\text{GL}}(k,K)}에 대해 {\displaystyle {\tilde {W}}=Wg}가 성립하는 경우에, 그리고 그때에만 동일한 원소 {\displaystyle w\in {\text{Gr}}_{k}(V)}를 나타낸다.
이제 좌표 아틀라스를 정의한다. 임의의 {\displaystyle n\times k} 행렬 {\displaystyle W} 에 대해 기본 열 연산을 적용하여 축약된 열 사다리꼴 행렬을 얻을 수 있다. {\displaystyle W}의 처음 {\displaystyle k} 행이 선형 독립인 경우 결과는 다음 행렬이다.{\displaystyle {\begin{bmatrix}1\\&1\\&&\ddots \\&&&1\\a_{1,1}&\cdots &\cdots &a_{1,k}\\\vdots &&&\vdots \\a_{n-k,1}&\cdots &\cdots &a_{n-k,k}\end{bmatrix}}.}{\displaystyle (n-k)\times k} 행렬 {\displaystyle A=(a_{ij})}은 {\displaystyle w}를 결정한다. 일반적으로 첫 번째 {\displaystyle k}행은 독립적일 필요는 없지만 랭크가 {\displaystyle k}인 {\displaystyle W}의 경우,  {\displaystyle W}의 {\displaystyle i_{1},\ldots ,i_{k}} 번째 행으로 구성된 부분행렬 {\displaystyle W_{i_{1},\dots ,i_{k}}}은 비특이인 정렬된 정수 집합{\displaystyle 1\leq i_{1}<\cdots <i_{k}\leq n}이 존재한다. 열 연산을 적용하여 이 부분행렬을 항등원으로 축약 할 수 있으며 나머지 성분은 유일하게 {\displaystyle w}에 해당한다. 따라서 다음 문단과 같은 정의가 있다:
순서가 지정된 각 정수 집합 {\displaystyle 1\leq i_{1}<\cdots <i_{k}\leq n},에 대해, {\displaystyle U_{i_{1},\dots ,i_{k}}}를 {\displaystyle k\times k} 부분 행렬 {\displaystyle W_{i_{1},\dots ,i_{k}}}이 특이행렬이 아닌 {\displaystyle n\times k} 행렬 {\displaystyle W}들의 집합이라 하자. 여기서 {\displaystyle W_{i_{1},\dots ,i_{k}}}의  j번째 행은 {\displaystyle W}의 ij 번째 행이다. {\displaystyle U_{i_{1},\dots ,i_{k}}} 위의 좌표 함수는 {\displaystyle W}를 행이 행렬 {\displaystyle WW_{i_{1},\dots ,i_{k}}^{-1}}의 행인 {\displaystyle (n-k)\times k} 직사각형 행렬로 보내는 사상 {\displaystyle A^{i_{1},\dots ,i_{k}}}으로 정의된다. 보완 {\displaystyle (i_{1},\dots ,i_{k})} . 원소 {\displaystyle w\in {\text{Gr}}_{k}(V)} 나타내는 동차 좌표 행렬 {\displaystyle W}의 선택은 좌표 행렬의 값에 영향을 주지 않는다. {\displaystyle A^{i_{1},\dots ,i_{k}}} 좌표 이웃에서 {\displaystyle w} 나타내는 {\displaystyle U_{i_{1},\dots ,i_{k}}}. 또한, 좌표 행렬 {\displaystyle A^{i_{1},\dots ,i_{k}}} 임의의 값을 취할 수 있으며 다음에서 미분 동형 사상을 정의한다. {\displaystyle U_{i_{1},\dots ,i_{k}}} K 값 {\displaystyle (n-k)\times k} 행렬의 공간에.
두 좌표 이웃들의 교집합{\displaystyle U_{i_{1},\dots ,i_{k}}\cap U_{j_{1},\dots ,j_{k}}}에서 좌표 행렬 값은 추이 관계{\displaystyle A^{i_{1},\dots ,i_{k}}W_{i_{1},\dots ,i_{k}}=A^{j_{1},\dots ,j_{k}}W_{j_{1},\dots ,j_{k}}}에 의해 관련된다. 여기서 {\displaystyle W_{i_{1},\dots ,i_{k}}}, {\displaystyle W_{j_{1},\dots ,j_{k}}}는 둘 다 가역이다. 따라서 추이 함수는 다항식의 몫이라도 미분 가능하다. 따라서 {\displaystyle (U_{i_{1},\dots ,i_{k}},A^{i_{1},\dots ,i_{k}})}는 {\displaystyle {\text{Gr}}_{k}(V)}의 아틀라스를 미분 가능 또는 심지어 대수적 다형체로 제공한다.

### 직교 사영 집합
실수 다양체로서 실수 또는 복소수 그라스마니안을 정의하는 다른 방법은 전체 랭크의 명시적 방정식으로 정의되는 명시적 직교 사영 집합로 간주하는 것이다( Milnor & Stasheff (1974) 문제 5-C). 이를 위해 {\displaystyle V}의 스칼라 체가 실수인지 복소수인지에 따라 양의 정부호 실수 또는 에르미트 내적 {\displaystyle \langle \cdot ,\cdot \rangle }을 선택한다. {\displaystyle k} 차원 부분공간 {\displaystyle U}는 이제 랭크 {\displaystyle k}인 유일한 직교 사영 {\displaystyle P_{U}}을 결정한다. 반대로 모든 랭크 {\displaystyle k} 사영 {\displaystyle P}는 해당 상 {\displaystyle U_{P}=\mathrm {Im} (P)}로 부분 공간을 정의한다. 사영의 경우 랭크는 대각합와 같으므로 그라스마니안을 명시적인 사영 집합으로 정의할 수 있다.{\displaystyle \mathrm {Gr} (k,V)=\left\{P\in \mathrm {End} (V)\mid P=P^{2}=P^{*},\,\mathrm {tr} (P)=k\right\}}특히 {\displaystyle V=\mathbb {R} ^{n}} 또는 {\displaystyle V=\mathbb {C} ^{n}}로 놓으면 이것은 각각의 행렬 공간  {\displaystyle \mathbb {R} ^{n\times n}}, {\displaystyle \mathbb {C} ^{n\times n}}에 그라스마니안을 매장하기 위한 완전히 명시적인 방정식을 제공한다. 이것은 그라스마니안을 구의 닫힌 부분 집합으로 정의하므로 {\displaystyle \{X\in \mathrm {End} (V)\mid \mathrm {tr} (XX^{*})=k\}} 이것은 그라스마니안이 콤팩트 하우스도르프임을 확인하는 한 가지 방법이다. 이 구성은 또한 그라스마니안을 거리 공간으로 만든다. {\displaystyle V}의 부분 공간 {\displaystyle W}에 대해 PW를 {\displaystyle W} 에 대한 {\displaystyle V}의 사영이라고 하자. 그러면,{\displaystyle d(W,W')=\lVert P_{W}-P_{W'}\rVert .}여기서 {\displaystyle |\cdot |}는 연산자 노름을 나타내며 {\displaystyle {\text{Gr}}(r,V)}에 대한 거리이다. 사용된 정확한 내적은 중요하지 않다. 왜냐하면 다른 내적은 {\displaystyle V}에 대해 동등한 노름을 제공하고 따라서 동등한 거리을 제공하기 때문이다.

### 동차 공간
그라스마니안에 기하학적 구조를 부여하는 가장 빠른 방법은 동차 공간으로 표현하는 것이다. 먼저 일반 선형 군 {\displaystyle \mathrm {GL} (V)}이  {\displaystyle r} 차원 부분 공간 {\displaystyle V}에 추이적으로 작용한다. 따라서 만약 {\displaystyle W\subset V}가 {\displaystyle r} 차원 선형 공간 {\displaystyle V}의 부분공간이고 {\displaystyle H=\mathrm {stab} (W)}가 이 작용에서 안정자 집합이면,
{\displaystyle \mathrm {Gr} (r,V)=\mathrm {GL} (V)/H}
가 성립한다. 기본 체가 {\displaystyle \mathbb {R} } 또는 {\displaystyle \mathbb {C} }이고 {\displaystyle \mathrm {GL} (V)}가 리 군으로 여겨지면 이 구성은 그라스마니안을 매끄러운 다양체로 만든다. 더 일반적으로, 기저 체 {\displaystyle k} 위에서, 군 {\displaystyle \mathrm {GL} (V)}는 대수적 군이며, 이 구성은 그라스마니안이 비특이 대수적 다형체임을 보여준다. 플뤼커 매장의 존재로 인해 그라스마니안이 대수적 다형체로서  완비이다. 특히, {\displaystyle H}는 {\displaystyle \mathrm {GL} (V)}의 포물선 부분군이다.
{\displaystyle \mathbb {R} } 또는 {\displaystyle \mathbb {C} } 위에 이 구성을 만들기 위해 다른 군을 사용하는 것도 가능하다. 이 일을 끝내려면 {\displaystyle \mathbb {R} }-선형공간 {\displaystyle V} 에 내적 {\displaystyle q}를 고정한다. 직교 군 {\displaystyle O(V,q)}는 {\displaystyle k} 차원 부분 공간 집합 {\displaystyle {\text{Gr}}(k,V)}에 추이적으로 작용한다.  {\displaystyle k} -공간 {\displaystyle W}의 안정자는 {\displaystyle O(W,q|_{W})\times O(W^{\perp },q|_{W^{\perp }})}이다. 이것은 동차 공간
{\displaystyle \mathrm {Gr} (r,V)=O(V,q)/\left(O(W,q|_{W})\times O(W^{\perp }q|_{W^{\perp }})\right)} .
으로서의 설명을 제공한다. 만약 {\displaystyle V=\mathbb {R} ^{n}},{\displaystyle W=\mathbb {R} ^{r}\hookrightarrow \mathbb {R} ^{n}}로 둔다면 동형 사상
{\displaystyle \mathrm {Gr} (r,n)=O(n)/\left(O(r)\times O(n-r)\right)}
을 얻는다. C 위에서도 마찬가지로 에르미트 내적 {\displaystyle h}을 선택한다. 그리고 유니터리 군 {\displaystyle U(V,h)}가 추이적으로 작용하고 비슷하게
{\displaystyle \mathrm {Gr} (r,V)=U(V,h)/\left(U(W,h|_{W})\times U(W^{\perp }|_{W^{\perp }})\right)}
를 찾는다. 또는 {\displaystyle V=\mathbb {C} ^{n}}, {\displaystyle W=\mathbb {C} ^{r}\hookrightarrow \mathbb {C} ^{n}}에 대해
{\displaystyle \mathrm {Gr} (r,n)=U(n)/\left(U(r)\times U(n-r)\right)}
특히, 이는 그라스마니안이 콤팩트이고 (실수 또는 복소수) 그라스마니안의 (실수 또는 복소수) 차원이  {\displaystyle r(n-r)}임을 다시 보여준다.

### 실수 아핀 대수 다형체
{\displaystyle {\text{Gr}}(r,\mathbb {R} ^{n})}를 {\displaystyle \mathbb {R} ^{n}}의 {\displaystyle r} 차원 부분 공간의 그라스마니안이라 하자. {\displaystyle {\text{M}}(n,\mathbb {R} )}을 실수 {\displaystyle n\times n} 행렬의 공간이라 하자. 다음 세 가지 조건이 충족되는 경우에만 {\displaystyle X\in A(r,n)}로 정의되는 행렬들의 집합 {\displaystyle A(r,n)\subset {\text{M}}(n,\mathbb {R} )}을 고려하자.
- {\displaystyle X}는 사영 연산자이다:
- {\displaystyle X}는 대칭이다:.
- {\displaystyle X}의 대각합은 {\displaystyle r}이다.

{\displaystyle X\in A(r,n)}를 {\displaystyle X}의 열공간으로 보내는 일대일 대응으로, {\displaystyle A(r,n)}과 {\displaystyle {\text{Gr}}(r,\mathbb {R} ^{n})}은 위상 동형이다.

### 스킴
다음이 주어졌다고 하자.
- 스킴 {\displaystyle S}
- {\displaystyle S} 위의 준연접층 {\displaystyle {\mathcal {E}}}
- 자연수 {\displaystyle r\in \mathbb {N} }

그렇다면 임의의 {\displaystyle S} 위의 스킴 {\displaystyle T/S}에 대하여, {\displaystyle {\mathcal {O}}_{S}}-가군층
{\displaystyle {\mathcal {E}}_{T}={\mathcal {E}}\otimes _{{\mathcal {O}}_{S}}{\mathcal {O}}_{T}}
을 정의할 수 있다. 그 몫가군층들 가운데, 계수 {\displaystyle r}인 국소 자유 가군층인 것들의 집합을
{\displaystyle \operatorname {Gr} (r,{\mathcal {E}}_{T})}
라고 하자. 이는 함자
{\displaystyle \operatorname {Gr} (r,{\mathcal {E}}_{-})\colon (\operatorname {Sch} /S)^{\operatorname {op} }\to \operatorname {Set} }
를 정의한다. 이 함자는 표현 가능 함자이며, 그 표현은 분리 {\displaystyle S}-스킴 {\displaystyle \operatorname {Gr} _{S}(r,{\mathcal {E}})}으로 잡을 수 있다. 이를 그라스만 스킴이라고 한다.
표현 가능 함자의 정의에 따라서 표준적인 스킴 동형
{\displaystyle \operatorname {Gr} (r,{\mathcal {E}})\times _{S}T\simeq \operatorname {Gr} (r,{\mathcal {E}}_{T})}
이 존재한다.
{\displaystyle {\mathcal {E}}={\mathcal {O}}_{S}^{\oplus n}}이며 {\displaystyle r=1}인 경우, 그라스만 스킴 {\displaystyle \operatorname {Gr} _{S}(1,{\mathcal {O}}_{S}^{\oplus n})}은 사영 공간 {\displaystyle \mathbb {P} _{S}^{n}}과 같다.

#### 고전적 경우
고전적인 경우는 어떤 체 {\displaystyle K}에 대하여 {\displaystyle S=\operatorname {Spec} K}이며 {\displaystyle {\mathcal {E}}}가 {\displaystyle K} 위의 선형 공간 {\displaystyle V}에 의하여 주어질 때이다. 즉,
{\displaystyle \Gamma (\operatorname {Spec} K;{\mathcal {E}})=V}
인 경우이다. 이 경우, 그라스만 스킴 {\displaystyle \operatorname {Gr} _{K}(r,V)}의 {\displaystyle K}-점들은 {\displaystyle V} 속의 {\displaystyle r}차원 부분  선형 공간들과 일대일 대응한다. 특히,
- {\displaystyle V}가 유한 차원 실수 선형 공간일 경우, 그라스만 스킴은 콤팩트 매끄러운 다양체의 구조를 가진다.
- {\displaystyle V}가 유한 차원 복소수 선형 공간일 경우, 그라스만 스킴은 콤팩트 복소다양체의 구조를 가진다.
- {\displaystyle K}가 대수적으로 닫힌 체이며, {\displaystyle V}가 유한 차원 {\displaystyle K}-선형 공간일 경우, 그라스만 스킴은 {\displaystyle K} 위의 비특이 사영 대수다양체의 구조를 가진다. 이 경우, 사영 공간으로의 매장은 플뤼커 매장으로 주어진다.

#### 보편 족
그라스만 스킴은 함자를 나타내므로 보편 대상 {\displaystyle {\mathcal {G}}}과 함께 제공된다. {\displaystyle {\mathcal {G}}}는{\displaystyle \mathbf {Gr} \left(r,{\mathcal {E}}_{\mathbf {Gr} (r,{\mathcal {E}})}\right)}의 대상이다. 따라서 {\displaystyle {\mathcal {E}}_{\mathbf {Gr} (r,{\mathcal {E}})}}의 몫 가군 {\displaystyle {\mathcal {G}}}는 {\displaystyle \mathbf {Gr} (r,{\mathcal {E}})} 위의 랭크 {\displaystyle r} 국소 자유 가군이다. 몫 준동형 사상은 사영 다발 {\displaystyle \mathbf {P} ({\mathcal {G}})}에서 닫힌 매몰을 유도한다:{\displaystyle \mathbf {P} ({\mathcal {G}})\to \mathbf {P} \left({\mathcal {E}}_{\mathbf {Gr} (r,{\mathcal {E}})}\right)=\mathbf {P} ({\mathcal {E}})\times _{S}\mathbf {Gr} (r,{\mathcal {E}}).}{\displaystyle S}-스킴의 모든 사상:{\displaystyle T\to \mathbf {Gr} (r,{\mathcal {E}})}에 대해, 이 닫힌 몰입은 닫힌 몰입을 유도한다.{\displaystyle \mathbf {P} ({\mathcal {G}}_{T})\to \mathbf {P} ({\mathcal {E}})\times _{S}T}반대로, 그러한 닫힌 몰입은 {\displaystyle {\mathcal {E}}_{T}}에서 랭크 {\displaystyle r}의 국소적 자유 가군으로 가는 {\displaystyle O_{T}}-가군의 전사 동형에서 비롯된다. 따라서, {\displaystyle \mathbf {Gr} (r,{\mathcal {E}})(T)}의 원소들은{\displaystyle \mathbf {P} ({\mathcal {E}})\times _{S}T}에서 정확히 랭크 {\displaystyle r}의 사영 부분 다발이다. 이 식별에서 {\displaystyle T=S}는 체 {\displaystyle k}의 스펙트럼이고 {\displaystyle {\mathcal {E}}}는 선형 공간 {\displaystyle V}에 의해 주어지며, 유리점의 집합 {\displaystyle \mathbf {Gr} (r,{\mathcal {E}})(k)}는 {\displaystyle \mathbf {P} (V)}의 {\displaystyle r-1} 차원 {\displaystyle r-1}사영 선형 부분공간에 해당하고{\displaystyle \mathbf {P} (V)\times _{k}\mathbf {Gr} (r,{\mathcal {E}})}안의 {\displaystyle \mathbf {P} ({\mathcal {G}})(k)}의 상은 집합{\displaystyle \left\{(x,v)\in \mathbf {P} (V)(k)\times \mathbf {Gr} (r,{\mathcal {E}})(k)\mid x\in v\right\}}이다.

## 성질

### 스킴 이론적 성질
임의의 스킴 {\displaystyle S} 위의 준연접층 {\displaystyle {\mathcal {E}}} 및 자연수 {\displaystyle r\in \mathbb {N} }에 대하여, 그라스만 스킴 {\displaystyle \operatorname {Gr} _{S}(r,{\mathcal {E}})}의 구조 사상
{\displaystyle \operatorname {Gr} _{S}(r,{\mathcal {E}})\to S}
는 분리 사상이다. 만약 {\displaystyle {\mathcal {E}}}가 추가로 유한 생성 가군층이라면, 이는 사영 사상이다.
임의의 스킴 사상 {\displaystyle f\colon S\to S'}에 대하여, 스킴의 표준적 동형 사상
{\displaystyle \operatorname {Gr} _{S}(r,{\mathcal {E}})\times _{S}S'\cong \operatorname {Gr} _{S'}(r,f_{*}{\mathcal {E}})}
이 존재한다. 특히, 임의의 점 {\displaystyle s\in S}에 대하여, 표준적 스킴 사상
{\displaystyle \operatorname {Spec} \kappa (s)\to S}
를 통하여 동형 사상
{\displaystyle \operatorname {Gr} _{S}(r,{\mathcal {E}})\times _{S}\kappa (s)\cong \operatorname {Gr} _{\kappa (s)}(r,{\mathcal {E}}\otimes _{{\mathcal {O}}_{S}}\kappa (s))}
이 존재한다. 여기서 {\displaystyle \kappa (s)}는 {\displaystyle s}에서 {\displaystyle S}의 국소 가환환 {\displaystyle {\mathcal {O}}_{S,s}}의 (스스로의 유일한 극대 아이디얼에 대한) 잉여류체이다. 이 동형에서 우변은 (무한 차원일 수 있는) {\displaystyle \kappa (s)}-선형 공간의 그라스만 다양체이므로, 일반적 그라스만 스킴은 고전적 그라스만 다양체들의 족(族)으로 여길 수 있다.

### 쌍대성
다음이 주어졌다고 하자.
- 체 {\displaystyle K}
- 유한 차원 {\displaystyle K}-선형 공간 {\displaystyle V}
- 자연수 {\displaystyle r\in \mathbb {N} }

그렇다면, 다음과 같은 표준적인 동형 사상이 존재한다.
{\displaystyle \operatorname {Gr} _{K}(r,V)\cong \operatorname {Gr} _{K}(\dim _{K}V-r,V^{\vee })}
{\displaystyle W\mapsto \ker W=\{\alpha \in V^{\vee }\colon \langle \alpha ,W\rangle =0\}}
여기서 {\displaystyle V^{\vee }}는 쌍대 공간이다.

### 플뤼커 매장

#### 고전적인 경우
체 {\displaystyle K}가 주어졌다고 하자. 그렇다면, 그 스펙트럼 {\displaystyle \operatorname {Spec} K}은 한원소 공간이며, 그 위의 가군층은 {\displaystyle K} 위의 선형 공간이다. 또한, 모든 가군층이 준연접층이 된다. (그 가운데 연접층인 것은 유한 차원 선형 공간이다.)
따라서, {\displaystyle K} 위의 (유한 또는 무한 차원) 선형 공간 {\displaystyle E} 및 자연수 {\displaystyle r\in \mathbb {N} }가 주어졌을 때, 그라스만 다양체
{\displaystyle \operatorname {Gr} (r,E)}
를 정의할 수 있다.
이는 {\displaystyle V} 위의 외대수
{\displaystyle \bigwedge ^{r}V}
위의 사영 공간
{\displaystyle \mathbb {P} \left(\bigwedge ^{r}V\right)}
의 닫힌 부분 스킴이며, 이를 정의하는 매장을 플뤼커 매장(영어: Plücker embedding)이라고 한다. 구체적으로, 이는 다음과 같다.
{\displaystyle \iota \colon \operatorname {Gr} (r,V)\to \mathbb {P} \left(\bigwedge ^{r}V\right)}
{\displaystyle \iota \colon \operatorname {Span} \{v_{1},\ldots ,v_{r}\}\mapsto v_{1}\wedge \cdots \wedge v_{r}}
여기서 우변은 {\displaystyle \mathbb {P} (\bigwedge ^{r}V)}의 동차 좌표이다.
플뤼커 매장은 다음과 같은 플뤼커 방정식을 만족시킨다. {\displaystyle V}의 임의의 두 {\displaystyle r}차원 부분 선형 공간
{\displaystyle W=\operatorname {Span} \{w_{1},\dots ,w_{r}\}}
{\displaystyle Z=\operatorname {Span} \{z_{1},\dots ,z_{r}\}}
및 임의의 음이 아닌 정수 {\displaystyle 0\leq k\leq r}에 대하여,
{\displaystyle \iota (W)\cdot \iota (Z)=\sum _{i_{1}<\cdots <i_{k}}(v_{1}\wedge \cdots \wedge v_{i_{1}-1}\wedge w_{1}\wedge v_{i_{1}+1}\wedge \cdots \wedge v_{i_{k}-1}\wedge w_{k}\wedge v_{i_{k}+1}\wedge \cdots \wedge v_{r})\cdot (v_{i_{1}}\wedge \cdots \wedge v_{i_{k}}\wedge w_{k+1}\wedge \cdots \wedge w_{r})}
이는 2차 동차 다항식이다. 표수가 0인 경우, 그라스만 다양체는 플뤼커 방정식만으로 완전히 정의된다.

#### 일반적 플뤼커 매장
임의의 스킴 {\displaystyle S} 위의 준연접층 {\displaystyle {\mathcal {E}}} 및 자연수 {\displaystyle r\in \mathbb {N} } 및 스킴 사상 {\displaystyle f\colon T\to S}가 주어졌다고 하자. 또한, {\displaystyle T} 위의 가군층 {\displaystyle f^{*}{\mathcal {E}}}의 몫
{\displaystyle f^{*}{\mathcal {E}}\twoheadrightarrow {\mathcal {F}}\to 0}
에서 {\displaystyle {\mathcal {F}}}가 {\displaystyle r}계수 국소 자유 가군층이라고 하자. 그렇다면, 연접층의 함자성에 의하여, 외대수 연접층의 사상
{\displaystyle f^{*}\bigwedge ^{n}{\mathcal {E}}\twoheadrightarrow \bigwedge ^{n}{\mathcal {F}}\to 0}
이 존재한다.
그라스만 스킴의 정의에 따라, {\displaystyle {\mathcal {F}}}는 집합 {\displaystyle \hom _{\operatorname {Sch} /S}(T,\operatorname {Gr} (r,{\mathcal {E}}))}의 원소에 대응한다. 또한, {\displaystyle \textstyle \bigwedge ^{n}{\mathcal {F}}}는 계수 1의 국소 자유 가군층이므로, 어떤 스킴 사상
{\displaystyle T/S\to \operatorname {Gr} (1,\bigwedge ^{r}{\mathcal {E}})/S=\mathbb {P} (\textstyle \bigwedge ^{r}{\mathcal {E}})/S}
에 대응한다.
즉, 위 구성은 함수
{\displaystyle \hom _{\operatorname {Sch} /S}\left(T,\operatorname {Gr} (r,{\mathcal {E}})\right)\to \hom _{\operatorname {Sch} /S}\left(T,\mathbb {P} \left(\bigwedge ^{r}({\mathcal {E}})\right)\right)}
를 정의한다. 이는 자연 변환
{\displaystyle \hom _{\operatorname {Sch} /S}\left(-,\operatorname {Gr} (r,{\mathcal {E}})\right)\Rightarrow \hom _{\operatorname {Sch} /S}\left(-,\mathbb {P} \left(\bigwedge ^{r}({\mathcal {E}})\right)\right)}
을 이루며, 이는 요네다 보조정리에 따라서 스킴 사상
{\displaystyle \operatorname {Gr} (r,{\mathcal {E}})\to \mathbb {P} \left(\bigwedge ^{r}{\mathcal {E}}\right)}
을 정의한다. 이를 {\displaystyle \operatorname {Gr} (r,{\mathcal {E}})}의 플뤼커 사상이라고 한다.:§9.8

### 위상수학적 성질
만약 {\displaystyle S}가 {\displaystyle \operatorname {Spec} \mathbb {R} } 또는 {\displaystyle \operatorname {Spec} \mathbb {C} }이며 {\displaystyle {\mathcal {E}}}가 계수 {\displaystyle n}의 연접층(유한 차원 선형 공간)이라면, 그라스만 다양체 {\displaystyle \operatorname {Gr} _{\mathbb {R} }(r,n)} 및 {\displaystyle \operatorname {Gr} _{\mathbb {C} }(r,n)}은 (유한 차원) 매끄러운 다양체를 이루며, 따라서 그 대수적 위상수학을 연구할 수 있다.
{\displaystyle \operatorname {Gr} _{\mathbb {C} }(r,n)}의 (정수 계수) 특이 코호몰로지
{\displaystyle \operatorname {H} ^{\bullet }(\operatorname {Gr} _{\mathbb {C} }(r,n);\mathbb {Z} )}
를 생각하자. 오직 짝수 등급 코호몰로지만이 자명하지 않으며, 따라서 이는 가환환을 이룬다.
{\displaystyle \operatorname {Gr} _{\mathbb {C} }(r,n)} 위에는 {\displaystyle r}차원 복소수 벡터 다발인 보편 다발 {\displaystyle E}가 존재한다. 그 (총) 천 특성류를
{\displaystyle \operatorname {c} (E)=\sum _{i=0}^{\infty }\operatorname {c} _{i}(E)\in \bigoplus _{i}\operatorname {H} ^{i}(\operatorname {Gr} _{\mathbb {C} }(r,n);\mathbb {Z} )}
라고 하자. 마찬가지로, {\displaystyle \mathbb {C} ^{n}}에 임의의 내적 공간 구조를 부여하면, 각 올의 직교 여공간으로 구성되는 {\displaystyle n-r}차원 복소수 벡터 다발 {\displaystyle F}가 존재하며, 그 (총) 천 특성류를
{\displaystyle \operatorname {c} (F)=\sum _{i=0}^{\infty }\operatorname {c} _{i}(F)\in \bigoplus _{i}\operatorname {H} ^{i}(\operatorname {Gr} _{\mathbb {C} }(r,n);\mathbb {Z} )}
라고 하자.
정의에 따라, {\displaystyle E\oplus F}는 {\displaystyle n}차원의 자명한 복소수 벡터 다발이다. 따라서 그 천 특성류는 0이며, 천 특성류의 함자성으로 인하여
{\displaystyle \operatorname {c} (E)\operatorname {c} (F)=1}
이 된다.
복소수 그라스만 다양체의 코호몰로지 환은
{\displaystyle \operatorname {c} _{1}(E),\operatorname {c} _{2}(E),\dotsc ,\operatorname {c} _{1}(F),\operatorname {c} _{2}(F),\dotsc }
로부터 생성되며, 그 위의 유일한 관계는 {\displaystyle \operatorname {c} (E)\operatorname {c} (F)=1}인 것이다.

## 슈베르트 세포
그라스마니안들에 대한 자세한 연구는 슈베르트 세포라는 부분 집합으로의 분해를 사용하며, 이는 열거 기하학에 처음 적용되었다. {\displaystyle {\text{Gr}}(r,n)}에 대한 슈베르트 세포는 보조 기로 정의된다: {\displaystyle V_{i}\subset V_{i+1}}인 부분 공간들 {\displaystyle V_{1},V_{2},\dots }를 고른다. 그런 다음 {\displaystyle i=1,\dots r}에 대해 최소 {\displaystyle i} 차원인 {\displaystyle V_{i}}와 교차하는 {\displaystyle W}로 구성된 {\displaystyle {\text{Gr}}(r,n)}의 해당 부분 집합을 고려한다. 슈베르트 세포의 조작은 슈베르트 미적분학이다.
다음은 기법의 예이다. {\displaystyle \mathbb {R} ^{n}}의 {\displaystyle r} 차원 부분공간의 그라스마니안의 오일러 특성을 결정하는 문제를 고려하자. 1 차원 부분공간 {\displaystyle \mathbb {R} \subset \mathbb {R} ^{n}}을 고정하고 {\displaystyle \mathbb {R} }을 포함하는 {\displaystyle \mathbb {R} ^{n}}의 {\displaystyle r} 차원 부분공간과 그렇지 않은 부분공간으로{\displaystyle {\text{Gr}}(r,n)}을 분할하는 것을 고려하자. 전자는 {\displaystyle {\text{Gr}}(r-1,n-1)}이고 후자는 {\displaystyle {\text{Gr}}(r,n-1)}위의 {\displaystyle r} 차원 선형 다발이다. 이것은 재귀 공식{\displaystyle \chi _{r,n}=\chi _{r-1,n-1}+(-1)^{r}\chi _{r,n-1},\qquad \chi _{0,n}=\chi _{n,n}=1.}을 제공한다. 이 점화식을 풀면 {\displaystyle n}이 짝수이고 {\displaystyle r}이 홀수인 경우에만  {\displaystyle \gamma _{r,n}=0}이라는 공식을 얻는다. 그렇지 않으면:{\displaystyle \chi _{r,n}={\binom {\left\lfloor {\frac {n}{2}}\right\rfloor }{\left\lfloor {\frac {r}{2}}\right\rfloor }}.}

### 복소 그라스마니안의 코호몰로지 환
복소 그라스마니안 {\displaystyle {\text{Gr}}(r,n)}의 모든 점은 {\displaystyle n} 공간에서 {\displaystyle r} 평면을 정의한다. 그라스마니안 평면 위에 이러한 평면을 올화하면 사영 공간의 동어반복 다발을 일반화하는 선형 다발 {\displaystyle E}에 도달한다. 마찬가지로 이러한 평면의 {\displaystyle n-r}차원 직교 여공간은 직교 선형 다발 {\displaystyle F}를 산출한다. 그라스마니안들의 적분 코호몰로지는 {\displaystyle E}의 천 특성류에 의해 환으로 생성된다. 특히, 사영 공간의 경우와 같이 모든 적분 코호몰로지가 짝수 차수이다.
이러한 생성자들은 환을 정의하는 일련의 관계를 만족한다. {\displaystyle E}, {\displaystyle F}의 천 특성류로 구성된 더 큰 생성자 집합에 대해 정의 관계를 쉽게 표현할 수 있다. 그런 다음 관계는 다발들 {\displaystyle E}와 {\displaystyle F}의 직합이 자명한 것이라고만 설명한다. 전체 천 특성류의 함자를 통해 이 관계를 다음과 같이 작성할 수 있다.{\displaystyle c(E)c(F)=1.}양자 코호몰로지 환은 The Verlinde Algebra And The Cohomology Of The Grassmannian에서 에드워드 위튼에 의해 계산되었다. 생성원은 고전 코호몰로지 환의 생성원과 동일하지만 top 관계는 다음과 같이 변경된다.{\displaystyle c_{k}(E)c_{n-k}(F)=(-1)^{n-r}}{\displaystyle 2n} 단위로 상태에 해당하는 코호몰로지의 정도를 위반하는 {\displaystyle 2n} 페르미온 제로 모드를 갖는 순간자의 해당 양자장론에서의 존재를 반영한다.

## 관련된 측도
{\displaystyle V}가 {\displaystyle n} 차원 유클리드 공간일 때, {\displaystyle {\text{Gr}}(r,n)}에 대한 균등 측도을 다음과 같은 방식으로 정의할 수 있다. {\displaystyle \theta _{n}}을 직교 군 {\displaystyle {\text{O}}(n)}에 대한 단위 하르 측도라고 하고 {\displaystyle {\text{Gr}}(r,n)}의 원소 W를 고정한다. 그런 다음 집합  {\displaystyle A\subset {\text{Gr}}(r,n)}에 대해 다음을 정의한다.{\displaystyle \gamma _{r,n}(A)=\theta _{n}\{g\in \operatorname {O} (n):gW\in A\}.}이 측도는 군 {\displaystyle {\text{O}}(n)} 작용에 대해 불변이다. 즉, {\displaystyle \forall g\in {\text{O}}(n)}, {\displaystyle \gamma _{r,n}(gA)=\gamma _{r,n}(A)}. {\displaystyle \theta _{n}({\text{O}}(n))=1}이므로 {\displaystyle \gamma _{r,n}({\text{Gr}}(r,n))=1}이다. 더욱이, {\displaystyle \gamma _{r,n}}은 거리 공간 위상에 대한 라돈 측도이며 동일한 반지름(이 거리에 대해)의 모든 공이 동일한 측도라는 점에서 균일하다.

## 예
표수 0에서, 사영 공간이 아닌 가장 간단한 그라스만 다양체 {\displaystyle \operatorname {Gr} (2,4)}를 생각해 보자. 이 경우, 그라스만 다양체는 {\displaystyle \textstyle {\binom {4}{2}}-1=5}차원 사영 공간 속에서, 플뤼커 방정식
{\displaystyle x_{12}x_{34}-x_{13}x_{24}+x_{23}x_{14}=0}
을 통해 정의된다. 여기서 {\displaystyle [x_{12}:x_{13}:x_{14}:x_{23}:x_{24}:x_{34}]}는 5차원 사영 공간의 동차 좌표이다.

## 응용
그라스마니안들의 주요 응용은 콤팩트 다양체의 접속이 있는 다발을 위한 "보편" 매장 공간이다.
Kadomtsev–Petviashvili 방정식의 해는 무한 차원 그라스마니안에서 아벨 군 흐름으로 표현될 수 있다. 타우 함수(적분 가능 계) 측면에서 히로타 쌍선형 형식으로 표현되는 KP 방정식은 플뤼커 관계식과 동일하다. 양의 그라스마니안은 KP 흐름 매개변수의 실제 값에 대해 특이하지 않은 KP 방정식의 솔리톤 해를 표현하는 데 사용할 수 있다.
그라스마니안은 비디오 기반 얼굴 인식 및 모양 인식의 컴퓨터 비전 작업에서 응용을 찾았다. 또한 그랜드 투어로 알려진 데이터 시각화 기술에도 사용된다.
그라스마니안은 아원자 입자의 산란 진폭이 진폭 면체라고 하는 양의 그라스마니안 구조를 통해 계산되도록 한다.

## 같이 보기
- 슈베르트 미적분학
- 미분 기하학에서 그라스마니안들을 사용하는 예는 가우스 사상을 참조하고 사영 기하학에서는 플뤼커 좌표를 참조.
- 기 다양체는 그라스마니안의 일반화이며 Stiefel 다양체는 밀접하게 관련되어 있다.
- 구별되는 부분 공간 족이 주어지면 라그랑주 그라스마니안과 같은 이러한 부분 공간의 그라스마니안을 정의할 수 있다.
- 그라스마니안들은 K이론에서 분류 공간과 관련되어 있다. 스킴 호모토피 이론에서 그라스마니안은 대수적 K-이론에 대해 비슷한 역할을 한다.[14]
- 그라스만 다발
- 그라스만 그래프